# 7 дней и ночей с Мэрилин
«7 дней и ночей с Мэрилин» (англ. My Week with Marilyn, дословно — «Моя неделя с Мэрилин») — британский драматический фильм режиссёра Саймона Кёртиса. Сценарий создан Эдрианом Ходжесом на основе книги Колина Кларка (Colin Clark) «Принц, танцовщица и я» (англ. The Prince, the Showgirl and Me). Мировая премьера состоялась 4 ноября 2011 года, премьера в России — 2 февраля 2012.

## Сюжет
Молодой человек по имени Колин Кларк увлечён кинематографом и хочет получить работу на съёмках какого-нибудь фильма. Он приезжает в Лондон на студию Лоренса Оливье и благодаря своей настойчивости добивается назначения на должность третьего помощника режиссёра. Эта работа подразумевает выполнение различных мелких поручений, исходящих как от самого Оливье, так и от приглашённой звезды — знаменитой Мэрилин Монро, приехавшей из Голливуда для съёмок в ленте «Принц и танцовщица». Колин сразу же оказывается очарован красотой Мэрилин и пытается помочь ей справиться со стрессом, испытываемым ею во время работы с требовательным сэром Лоренсом.

## В ролях
- Мишель Уильямс — Мэрилин Монро
- Кеннет Брана — Лоренс Оливье
- Эдди Редмэйн — Колин Кларк
- Эмма Уотсон — Люси
- Питер Уайт — отец Люси
- Дугрей Скотт — Артур Миллер
- Доминик Купер — Милтон Грин
- Джулия Ормонд — Вивьен Ли
- Джуди Денч — Дама Сибил Торндайк
- Дерек Джейкоби — Оуэн Морсхед
- Миранда Рэйсон — Ванесса
- Зои Уонамейкер — Пола Страсберг
- Ричард Клиффорд — Ричард Уоттис
- Джеральдин Сомервилль — Леди Джейн Кларк

## Съёмки
Съёмки проходили на Pinewood Studios и в Лондоне.
Кандидатками на роль Мэрилин Монро были Скарлетт Йоханссон, Кейт Хадсон и Эми Адамс. Роль Вивьен Ли предлагали Кэтрин Зета-Джонс. Рэйф Файнс отказался от роли Лоренса Оливье, чтобы снять фильм «Кориолан».

## Награды и номинации
- 2011 — 2 номинации на «премию «Спутник»»: лучшая женская роль (Мишель Уильямс), лучшая мужская роль второго плана (Кеннет Брана).
- 2012 — премия «Золотой глобус» за лучшую женскую роль в комедии или мюзикле (Мишель Уильямс), а также 2 номинации: лучший фильм — комедия или мюзикл, лучшая мужская роль второго плана (Кеннет Брана).
- 2012 — 2 номинации на Премию Гильдии киноактёров США: лучшая женская роль (Мишель Уильямс), лучшая мужская роль второго плана (Кеннет Брана).
- 2012 — 6 номинаций на премию BAFTA: лучший британский фильм, лучшая женская роль (Мишель Уильямс), лучшая женская роль второго плана (Джуди Денч), лучшая мужская роль второго плана (Кеннет Брана), лучший дизайн костюмов (Джилл Тэйлор), лучший грим (Дженни Ширкор).
- 2012 — 2 номинации на премию «Оскар»: лучшая женская роль (Мишель Уильямс), лучшая мужская роль второго плана (Кеннет Брана).
- 2012 — премия «Независимый дух» за лучшую женскую роль (Мишель Уильямс).